# BlackBerry OS
BlackBerry OS — компактна операційна система для мобільних пристроїв з основним набором застосунків. BlackBerry OS працює на ряді пристроїв — смартфони й комунікатори, що випускаються компанією Research In Motion Limited (RIM).
Найсучаснішим мобільним пристроєм компанії RIM є модель BlackBerry Storm 9500 — перший смартфон, обладнаний сенсорним дисплеєм і не має апаратної клавіатури. Апарат отримав широкий набір комунікаційних модулів, включаючи HSDPA, Bluetooth 2.0 і GPS. Також, варто відзначити потужний 624 МГц процесор і солідні обсяги оперативної та фізичної пам'яті.
На ньому використовується нова версія операційної системи Blackberry OS 4.7.

## BlackBerry OS 5.0
- Позначка повідомлень і вибрати час нагадувань на смартфон BlackBerry
- Перегляд вкладених папок персональних контактів і редагування контактів. BES (BlackBerry Enterprise Server) вставить всі призначені для користувача контакти в застосунок Contacts, навіть якщо вони перебувають у різних місцях
- Перегляд і використання контактів, розташованих у спільних папках, і копіювання їх у локальний список контактів користувача, при наявності дозволу
- Переглядач файлів для доступу в загальні мережеві ресурси з можливістю відкривати, редагувати та зберігати документи. Можливість переглянути інформацію про документ, у тому числі типу файлу, розміру та дати
- Відправка запрошення на зустрічі та запису календаря зі смартфона BlackBerry
- Можливість додавати, видаляти, переміщати та перейменовувати персональні папки
- Можливість переглядати особистий список розсилки в контактах Outlook і відправляти листи з нього

RIM також працює над рішенням, яке дозволить листів, які прийшли зі смартфона, виглядати, так само якби вони були відправлені з Outlook
Для того, щоб всі ці можливості стали доступні користувачам, має бути встановлено як серверне, так і клієнтське ПЗ відповідної версії.

## BlackBerry OS 6.0
BlackBerry OS 6.0 була представлена виробником у серпні 2010 року. У порівнянні з попередньою версією, вона має наступні покращення:
- Новий Інтерфейс користувача інтерфейс користувача призначений для широкого використання multitouch-жестів, але при цьому зберігає можливість управління за допомогою трекболу. Структура робочого столу близька до робочих столів операційних систем iOS і Android.
- Поліпшення мультимедіа можливостей ОС.
- Поліпшення вебсерфінгу. У новій ОС використовується мобільний браузер на основі рушія WebKit, що дозволяє запускати вебдодатки, написані з використанням стандартів HTML5.
- Спрощений доступ до мобільних повідомлень, електронною поштою і соціальним мережам.

## BlackBerry OS 7.0
У новій версії BlackBerry 7.0 заявлено:
- поява засобів голосового пошуку,
- новий додаток BlackBerry Balance, що допомагає користувачеві відокремлювати робочий контент від особистого.

Першими пристроями, що працюють під управлінням BlackBerry 7.0, стали смартфони BlackBerry Bold 9900 і 9930.

## BlackBerry OS 10
- Розробляється BlackBerry 10 отримає безліч інтегрованих шарів безпеки. Шари безпеки будуть пов'язані між собою, будуть задіяні зовнішні центри і апаратні можливості, системи управління привілеями та інше. З ОС QNX буде взято кілька рішень для примусового управління привілеями на рівні додатків і файлів, а на рівні ядра — технологія Neutrino RTOS Secure Kernel, яка має сертифікат EAL4+ (див.: Evaluation Assurance Level#EAL4: Methodically Designed, Tested, and Reviewed[en]) за стандартом «Загальні критерії» (Common Criteria). В BlackBerry 10 буде використана концепція мікроядер для реалізації різних функцій безпеки.
- BlackBerry OS 10.2… випущена в середині 2013р.
- BlackBerry OS 10.3… буде випущена до кінця 2014р.

## Конкуруючі продукти
Основні конкуренти BlackBerry OS — це Nokia Symbian, Microsoft Windows Phone 7, Apple iOS, і різні похідні ОС Linux, наприклад: Google Android, HP webOS, Access Linux Platform, Nokia Maemo і OpenMoko. Деякі виробники пристроїв також виготовляють свою власну операційну систему для мобільних пристроїв.